# گود گوار
گود گوار بافق (به انگلیسی:Goud Gavar Bafgh) نام منطقه‌ای است که در فاصله ۱۰ کیلومتری از مرکز شهر بافق و در ابتدای جاده ۷۸ (ایران) بزرگراه بافق یزد قرار دارد.
گود گوار شامل جنگل‌های دست کاشت می‌باشد در این جنگل‌ها انواع درخت و درختچه و بوته‌هایی همچون: تاغ، کورگز، اسکنبیل (سرده) و گونه‌های سازگار با آب و هوای شهرستان بافق می‌باشد زیرا منطقه کانونی گود گوار بافق کانون بحرانی فرسایش بادی و گِرد بادهای ماسه ای استان یزد است به همین خاطر این پروژه در دست برسی قرار گرفت خوشبختانه از سال ۱۳۸۷ نهال کاری و درخت کاری شروع شده‌است و تا به اکنون حدود ۳ هزار هکتار زیر کاشت رفته‌است هدف از این پروژه‌ها و طرح‌ها جلوگیری کردن از ورود ریزگردها و گرد و غبارها به داخل شهر بافق و همچنین کاهش فرسایش خاک منطقه کویری شهرستان بافق می‌باشد.
جهت آبیاری نهال‌های کاشته شده از این رو جهت کاهش هزینه‌های حمل و نقل و صرفه جویی در مصرف و هدر رفت منابع آبی، ۱۰ کیلومتر عملیات لوله گذاری در سه نقطه از منطقه به صورت علمک اعمال شد که بالغ بر هزینه یک میلیارد و پانصد میلیون تومان از صندوق توسعه ملی اجرا و تأمین شد.
علاوه بر این میزان مساحت و اراضی تحت کشت و جنگل‌های دست کاشت، در چندین نقطه از منطقه گود گوار چندین چاه نیز احداث شده و علاوه بر چاه‌های مورد استفاده برای این جنگل‌ها در جهت ایجاد و کاشت مزارع پسته و خرما که توسط کشاورزان اداره و مورد بهره‌برداری قرار گرفت که هم‌اکنون بخش عمده‌ای از پسته استان را تأمین می‌کند از مزارع کشاورزی که در این منطقه وجود دارد می‌توان چاه کشاورزی کریم آباد، بهاداران، امیدیه و نجف آباد اشاره کرد.